# Hunor Mate
István Hunor Mate (* 13. März 1983 in Csongrád, Ungarn) ist ein österreichischer Schwimmer. Er schwimmt für den Kärntner Verein Wolfsberger SV.

## Leben
Der gebürtige Ungar lebt und studiert derzeit in Tuscaloosa, Alabama, USA an der University of Alabama Athletics. In Österreich schwamm er längere Zeit beim SC im Theresianum, bis er Anfang 2009 zum Wolfsberger SV wechselte.
Das erste Mal trat Mate für Österreich bei den Kurzbahneuropameisterschaften 2007 in Debrecen auf. Dort wurde er über die 100-m-Bruststrecke 11., über die 50 m Brust 13. und über 200 m Brust erreichte er den 16. Platz.
In Eindhoven, bei den Schwimmeuropameisterschaften 2008 erreichte er über 200 m Brust sensationell und überraschend das Finale, in welchem er schließlich den 8. Platz erreichte.
Bei den Kurzbahnweltmeisterschaften 2008 in Manchester gelang es ihm nicht, wie wenige Wochen zuvor in Eindhoven, sich entscheidend zu steigern um ein Finale zu erreichen. Seine beste Platzierung bei diesen Wettkämpfen war ein 19. Rang über die 200-m-Bruststrecke.

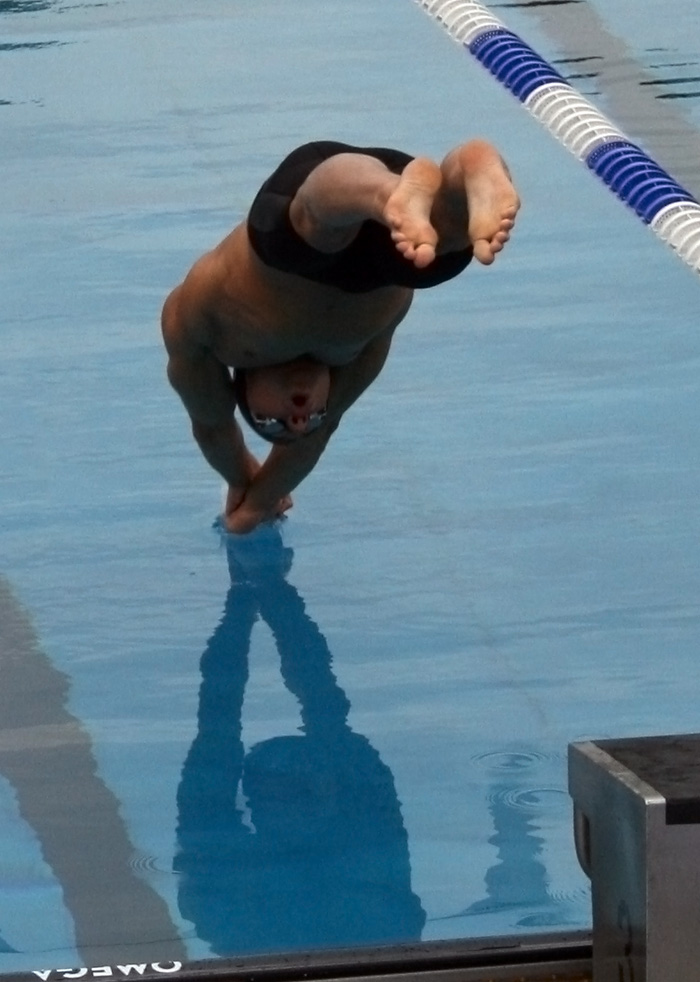
Start zum 200-m-Brustfinale (Schwechat 2008)

## Erfolge
- Kurzbahneuropameisterschaften 2007, Debrecen:
11. Platz (100 m Brust)
13. Platz (50 m Brust)
16. Platz (200 m Brust)
- Schwimmeuropameisterschaften 2008, Eindhoven:
8. Platz (200 m Brust)
11. Platz (50 m Brust)
21. Platz (200 m Brust)
- Kurzbahnweltmeisterschaften 2008, Manchester:
19. Platz (200 m Brust)
20. Platz (100 m Brust)
- Olympische Sommerspiele 2008, Peking:
18. Platz (200 m Brust)
21. Platz (100 m Brust)
- Schwimmweltmeisterschaften 2009, Rom:
27. Platz (100 m Brust)
28. Platz (200 m Brust)
 40. Platz (50 m Brust)
- Kurzbahneuropameisterschaften 2009, Istanbul:
7. Platz (200 m Brust)
8. Platz (100 m Brust)
 23. Platz (50 m Brust)

## Rekorde
| Österreichische Rekorde (5) | Österreichische Rekorde (5) | Österreichische Rekorde (5) | Österreichische Rekorde (5) |
| --------------------------- | --------------------------- | --------------------------- | --------------------------- |
| 50 m Brust                  | 00:28,00 min                | 14. Juli 2009 28. Juli 2009 | Wolfsberg Rom               |
| 100 m Brust                 | 01:00,78 min                | 26. Juli 2009               | Rom                         |
| 50 m Brust (Kurzbahn)       | 00:27,09 min                | 29. November 2009           | Wien                        |
| 100 m Brust (Kurzbahn)      | 00:57,71 min                | 11. Dezember 2009           | Istanbul                    |
| 200 m Brust (Kurzbahn)      | 02:05,89 min                | 13. Dezember 2009           | Istanbul                    |
| (Stand: 16. Dezember 2009)  |                             |                             |                             |